# Вернер Фюрбрінгер
Вернер Фюрбрінгер (нім. Werner Fürbringer; 2 жовтня 1888, Брауншвейг — 8 лютого 1982, Брауншвейг) — німецький офіцер, контрадмірал крігсмаріне.

## Біографія
Син лікаря. 3 квітня 1907 року вступив в кайзерліхмаріне, пройшов курс на борту навчального корабля SMS Charlotte, після чого з 1 квітня 1908 року навчався у Військово-морській академії. З 30 вересня 1909 року служив на борту легкого крейсера SMS Roon. З листопада 1912 по січень 1913 року пройшов курс підводника, після чого був призначений вахтовим офіцером підводного човна SM U-1, а в серпні 1913 року — SM U-20. Учасник Першої світової війни, вахтовий офіцер підводного човна SM U-20. З 20 лютого 1915 по 7 березня 1916 року — командир SM UB-2, з 10 по 16 березня 1916 року — SM UB-17, з 29 квітня по 7 листопада 1916 року — SM UB-39, з 22 листопада 1916 року — SM UC-70, з 22 червня по 3 серпня 1917 року — SM UC-17, з 10 серпня 1917 по 7 лютого 1918 року — SM UB-58, з 23 березня 1918 року — SM UB-110. 19 липня 1918 року човен Фюрбрінгера був потоплений глибинними бомбами, скинутими з британського есмінця HMS Garry. 19 членів екіпажу загинули, 13 вцілілих, включаючи Фюрбрінгера, потрапили в полон. Всього за час бойових дій потопив 101 корабель загальною водотоннажністю 97 881 брт і пошкодив 6 кораблів водотоннажністю 10 201 брт. Після звільнення з полону переданий в розпорядження військово-морського командування Кіля. 6 березня 1920 року звільнений у відставку.
З 1 січня 1927 року — цивільний співробітник рейхсмаріне. 1 жовтня 1933 року прийнятий на службу і призначений інструктором училища підводного флоту в Нойштадті, а в 1937 році призначений комендантом училища. В 1938 році очолив статистичне управління ОКМ, в 1939 році — відділ експорту озброєння, після початку Другої світової війни — відділ протичовнової оборони. З 31 жовтня 1942 року — інспектор озброєнь Східних територій. 30 червня 1943 року звільнений у відставку і призначений інспектором ППО Імперської промислової групи.

## Звання
- Морський кадет (3 квітня 1907)
- Фенріх-цур-зее (21 квітня 1908)
- Лейтенант-цур-зее (28 вересня 1910)
- Оберлейтенант-цур-зее (27 вересня 1913)
- Капітан-лейтенант (16 листопада 1917)
- Корветтен-капітан (1 жовтня 1933)
- Фрегаттен-капітан (15 травня 1935)
- Капітан-цур-зее служби комплектування (1 жовтня 1937)
- Контрадмірал (1 грудня 1942)

## Нагороди
- Залізний хрест
  - 2-го класу (20 лютого 1915)
  - 1-го класу (10 жовтня 1915)
- Хрест «За військові заслуги» (Брауншвейг) 2-го класу (травень 1915)
- Королівський орден дому Гогенцоллернів, лицарський хрест з мечами (27 серпня 1916)
- Ганзейський хрест
  - Гамбург (8 серпня 1917)
  - Любек (1917)
- Нагрудний знак підводника (1918)
- Почесний хрест ветерана війни з мечами (7 лютого 1935)
- Медаль «За вислугу років у Вермахті»
  - 4-го і 3-го класу (12 років; 2 жовтня 1936) — отримав 2 нагороди одночасно.
  - 2-го класу (18 років)
- Хрест Воєнних заслуг
  - 2-го класу з мечами (30 січня 1941)
  - 1-го класу з мечами (30 січня 1942)